# Sandra Pierantozzi
Sandra Pierantozzi (née le 9 août 1953) est une personnalité politique de l’archipel des Palaos. Elle a été vice-présidente des Palaos du 19 janvier 2001 au 1er janvier 2005. En 2004, elle perd l’élection vice-présidentielle qui l’oppose à Elias Camsek Chin, n’obtenant que 28,9 % des voix.

## Source
- (en) Cet article est partiellement ou en totalité issu de l’article de Wikipédia en anglais intitulé « Sandra Pierantozzi » (voir la liste des auteurs).